# Бучиньский, Винценты
Винценты Бучиньский (пол. Wincenty Buczyński; 17 марта 1789, Российская империя — 29 марта 1853, Лёвен) — польский богослов, иезуит, католический священник, профессор философии Полоцкой иезуитского коллегиума; объективный идеалист и литературный критик. Криптоним — «D. W. A…; X. W. B.».

## Биография
Родился на территории современной Белоруссии.
Вступил в орден иезуитов 20 января 1805 года в городе Динабург (ныне Даугавпилс); пребывал в новициате до 1807 года, посвящение на священство состоялось в Полоцке в 1814 году.
В 1805—1807 годах изучал философию в Полоцком иезуитском коллегиуме, богословие — в 1815—1818 годах, где получил степень магистра философии и доктора теологии. Был в том же заведении профессором поэтики в 1810—1814 годах, риторике — в 1812—1814 годах.
В Полоцке создал первый на территории Белоруссии литературно-научный журнал «Полоцкий ежемесячник» (пол. Miesięcznik Połocki). Был его редактором в 1818—1820 годах.
С 1819 года преподавал в Полоцкой академии право, экономику, политическую историю и статистику. Преподавал в иезуитских заведениях Мстиславля, Витебска, Полоцка; в 1821—1834 годах — в Тернопольской гимназии ордена иезуитов как профессор философии (после изгнания иезуитов из Российской империи в 1820 году), нравственное и пастырское богословие в городе Новый Сонч (1834—1835); в Граце (1835—1837), Линце (1837—1848), 8 лет преподавал в Инсбруке (Австрийская империя). После роспуска иезуитского ордена в австрийской монархии он был инспектором школы (в 1843 году) в Малой Польше. В 1848 году он отправился в Бельгию и преподавал философию в Намюре.
С 1848 года преподавал в Лёвенском университете (г. Лёвен, Бельгия).
Умер в Лёвене.

## Работы
Оставил много рукописей философского и теологического содержания, которые почти не исследованы. Автор книг по философии на польском языке и латыни.
В 1842—1844 годах в Вене вышло его 3-томное сочинение «Философские размышления…» на латинском языке: 1-й том включал в себя логику, 2-й — метафизику, 3-й — этику. Как иллюстративный материал использовал примеры из истории Великого княжества Литовского и Польши.
- «Nad uwagami Jana Styczyńskiego o „Pułtawie“, poemacie bohatyrskim ks. N. Muśnickiego S. J., uwagi», «Dziennik Wileński» 1817, t. 5, s. 610—648 (podpisano krypt.: «X. W. B.»); изд. osobne pt. «Rozbiór wiadomości pomieszczonych w recenzji poematu „Pułtawa“», Połock 1818 (podpisano krypt.: «D. W. A…»); na odpowiedź Styczyńskiego ogł.: «Na zarzuty J. Styczyńskiego przeciw obronie poematu ks. N. Muśnickiego pt. „Pułtawa“», «Miesięcznik Połocki» 1818, nr 2, s. 113—132
- «Rozprawa historyczna o słuszności wyroku, którym zakon templariuszów został zniesiony», «Miesięcznik Połocki» 1818, nr 9, s. 1-15
- «Ćwiczenie się w nabożeństwie do Najświętszego Serca Jezusowego», Lwów 1838; изд. 2 Poznań 1854
- «Institutiones исчисления doctrinae religionis, in quibus principia philosophica ad veritates religionis applicantur conscriptae», Wiedeń 1842
- «Institutiones исчисления philosophicae conscriptae», t. 1-3, Wiedeń 1843—1844.
- K. Toul: Nauki tyczące się prawd i wiary powinności chrześcijańskich, wydane w języku francuskim dla pożytku wiernych wszelkiego stanu, na polski język przełożone, Lwów 1842.
- Do W. Wielogłowskiego 2 listy z roku 1842, rękopis: Biblioteka PAN Kraków, sygn. 1834 k. 3-6.